# Memphis Slim and Willie Dixon in Paris
Memphis Slim and Willie Dixon in Paris — Baby Please Come Home! — концертний альбом американського блюзового піаніста Мемфіса Сліма і контрабасиста Віллі Діксона, випущений у 1963 році лейблом Battle.

## Опис
Цей альбом був записаний 15 і 16 листопада 1962 року під час концерту у відомому джазовому клубі Les Trois Mailletz в Парижі, на якому грають два відомих блюзових музикантів, що акомпанують один одному (Слім на фортепіано, Діксон на контрабасі) і по черзі співають; разом з ними грає французький ударник Філліп Комбей. Слім записував багато LP на початку 1960-х, часто сольно як піаніст/вокаліст, однак тут він звучить добре у складі гурту. Пісні, які співає Діксон, цікаві тим, що він мало записувався у цей період, хоча він також непогано співає. Пісні, які співає Слім, в основному написані ним самим; більшість пісень, які співає Діксон досить дивують незвичними включенням маловідомих композицій, таких як «African Hunch with a Boogie Beat».
В США альбом вийшов у 1963 році на лейблі Battle під назвою Memphis Slim and Willie Dixon in Paris — Baby Please Come Home!. У Франції цей альбом вийшов на лейблі Polydor під назвою Aux Trois Mailletz.

## Список композицій
1. «Rock and Rolling the House» (Пітер Четмен) — 3:26
2. «Baby Please Come Home» (Пітер Четмен) — 2:16
3. «How Come You Do Me Like You Do?» (Джин Остін, Рой Берджере) — 4:42
4. «The Way She Loves a Man» (Віллі Діксон) — 3:08
5. «New Way to Love» (Віллі Діксон) — 5:30
6. «African Hunch with a Boogie Beat» (Віллі Діксон) — 3:35
7. «Shame Pretty Girls» (Віллі Діксон) — 3:24
8. «Baby, Baby, Baby» (Віллі Діксон) — 3:04
9. «Do De Do» (Віллі Діксон) — 2:41
10. «Cold Blooded» (Віллі Діксон) — 5:37
11. «Just You and I» (Віллі Діксон) — 2:55
12. «Pigalle Love» (Пітер Четмен) — 3:59
13. «All by Myself» (Біг Білл Брунзі) — 1:44

## Учасники запису
- Мемфіс Слім — фортепіано, вокал
- Віллі Діксон — контрабас, вокал
- Філіпп Комбей — ударні